# 196640 Mulhacén
196640 Mulhacén è un asteroide della fascia principale. Scoperto nel 2003, presenta un'orbita caratterizzata da un semiasse maggiore pari a 2,8006273 UA e da un'eccentricità di 0,0515661, inclinata di 7,31730° rispetto all'eclittica.